# Attendorn-Elsper Doppelmulde
Die Attendorn-Elsper Doppelmulde ist eine tektonische Doppelsenke, die, beiderseits der Lenne und unmittelbar südlich der Ebbe-Homert-Schwelle, im sauerländischen Kreis Olpe (Nordrhein-Westfalen) liegt. Benannt ist sie nach den Orten Attendorn im Südwesten und Elspe im Osten der Senke, weitere Randorte sind Fretter im Nordosten und Mecklinghausen im Süden.
Naturräumlich wird die auch mit Attendorn-Elsper Kalkmulde bezeichnete Senke unter der Kennziffer 335.2/.3 den Sauerländer Senken (Haupteinheit 335) in der Haupteinheitengruppe Süderbergland zugerechnet.

## Lage, Grenzen und Gliederung
Die Attendorn-Elsper Doppelmulde liegt im Kreis Olpe in den Stadt- bzw. Gemeindegebieten von Attendorn (Südwesten), Finnentrop (Norden) und Lennestadt (Südosten). Sie besteht aus zwei in nordöstliche Richtung streichenden Senken, die durch kleine Schieferrücken voneinander getrennt sind und südwestlich des Tals der Lenne, bei Silbecke, korridorartig miteinander verbunden sind.

### Bigge-Fretter-Senke
Die nordwestlichere der beiden Senken, die Bigge-Fretter-Senke, zieht sich flussaufwärts der Bigge vom Nordrand des Biggesees über Attendorn bis zur Mündung in die Lenne bei Finnentrop. Von dort zieht sie sich über Bamenohl und Weringhausen weiter nordostwärts zum Tal des Fretterbaches, entlang dessen dann über Fretter bis unmittelbar vor Serkenrode. Links der Lenne liegen auch die Orte Ennest und Heggen, rechts der Fretter auch der Ort Schönholthausen im Gebiet der Senke.

### Helden-Elsper Senke
Die Helden-Elsper Senke, die südöstlichere der beiden Senken, zieht sich vom Südwesten aus zunächst entlang der Repe von Mecklinghausen über Helden bis zur Mündung bei Grevenbrück, um weiter nordöstlich der Elspe nach Elspe und schließlich dem Bremkerbach zu folgen, bis die inzwischen sehr schmale Senke bei Altenvalbert endet. Links der Repe liegt auch Dünschede in der Senke, die rechts der Unterelspe auch Sporke, Hespecke und Melbecke beinhaltet.

### Begrenzende Höhenzüge
Im Südwesten separiert der Dünscheder Sattel als Teil des Mittelbigge-Berglandes die beiden Senken. Von seiner Basis, der Reper Höhe (472,8 m) westlich Repes, flacht er über Sonnenberg (458,5 m) und Geinen (427,6 m) allmählich auf kaum über 340 m am Sattel südwestlich Silbeckes ab.
Nordöstlich des Silbecker Korridors schließt sich ein schmaler Südwestausläufer des Kobbenroder Riegels aus Kulmkieselschiefern und -kalken an, der in seinem Südwesten unter Abtrennung des Dumbergs (407,3 m) von der Lenne auf etwa 238 m durchbrochen wird. Es folgen u. a. Mondschein (434 m), (Großer) Hemberg (507,9 m) und Prinnemeckeskopf (519 m).
Der maximal um 500 m erreichende Südwestarm des erwähnten Kobbenroder Riegels, eines montaneren Teiles der Sauerländer Senken, bildet die südöstliche Umrahmung der Helden-Elsper Senke. Er flankiert die sich weiter südöstlich anschließenden, noch höheren Südsauerländer Rothaarvorhöhen mit den Saalhauser Bergen (bis 688 m), die das – in einigem Abstand – nochmals höhere Rothaargebirge einrahmen.
Im Nordwesten hingegen ragen Ebbe- (bis 663 m, in Senkennähe jedoch unter 500 m) und, rechts der Lenne, Lennegebirge (bis 656 m, am Kathenberg nördlich Serkenrodes 580,8 m) bis unmittelbar an die Bigge-Fretter-Mulde.

## Geologische Entstehung

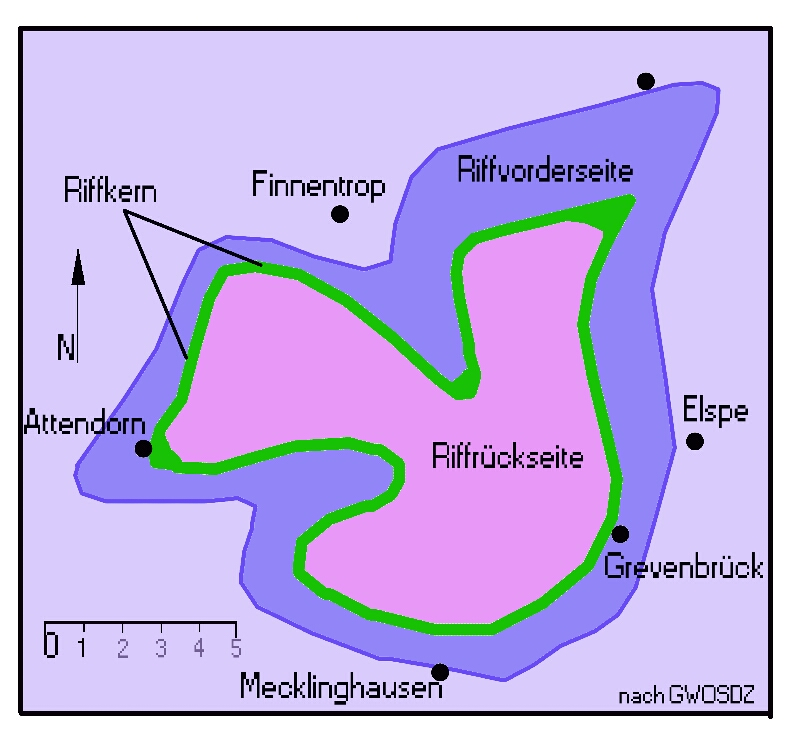
Rekonstruktion der ursprünglichen Form des Attendorn-Elsper Atolls nach Ausglättung der Falten

Die Attendorn–Elsper Doppelmulde stellt im Kern ein Kalkriff dar. Es ist aus einem Atoll entstanden, welches durch die tektonische Verschiebung zusammen- und somit hochgedrückt wurde.
Später wurde durch Erosion und Geschiebe sowie sonstige Einflüsse der hochgefaltete Boden wieder abgetragen. Die Entwässerung der entstandenen Landschaftsfläche – durch die Lenne – grub sich in das Gebirge ein. Zunächst mäandrierte die „Lenne“ sehr stark, und es bildeten sich die heutigen Hochebenen entlang des Flusses. Erst als sich die Lenne stärker in das Gebirge einschliff und sich das heutige Flussbett bildete, wurde das Kalkriff der Attendorn-Elsper Mulde durchbrochen. Dies ist gut erkennbar, wenn man von Sporke in Richtung Dünschede blickt. Hier sieht man die Verlängerung des Kalktales Richtung Helden sehr deutlich, welches nur durch den Lennedurchbruch getrennt ist.
Zahlreiche Höhlen konnten sich im Massenkalk des Oberen Mitteldevon bilden. Ausgelöst durch tektonische Vorgänge (Verwerfungen und Verschiebungen des Gebirges) die eine Klüftigkeit des Gesteins hervorriefen, entwickelten sich die meisten dieser Höhlen als Folge korrosiver Verwitterungsvorgänge (sog. Verkarstung). Oberflächlich versickerndes und dann über die Klüfte in das Kalkgestein eindringendes Niederschlagswasser löste den Kalk. Später bildeten sich in den so geschaffenen Höhlenräumen durch Entgasung von Kohlendioxid in die Höhlenatmosphäre Versinterungen an den Höhlendecken, -wänden und -böden. Das ständig an der gleichen Stelle abtropfende Wasser, welches gelöstes Calcit mitführt, bildet so im Laufe der Zeit die von der Decke hängenden Stalaktiten und die auf dem Boden wachsenden Stalagmiten.
Die größte Tropfsteinhöhle in diesem ehemaligen Kalkriff ist die Atta-Höhle in Attendorn. Weitere Höhlen befinden sich entlang des Biggetales bis nach Finnentrop. Auf der Gegenachse bildeten sich Höhlen im Repe- und Elspetal, ebenso in den Verwerfungen des Lennedurchbruchs bei Borghausen, Sporke und Hespecke.